# Город (Ивано-Франковская область)
Город (укр. Город) — село в Косовской городской общине Косовского района Ивано-Франковской области Украины.
Население по переписи 2001 года составляло 511 человек. Занимает площадь 5,887 км². Почтовый индекс — 78652. Телефонный код — 03478.

## История

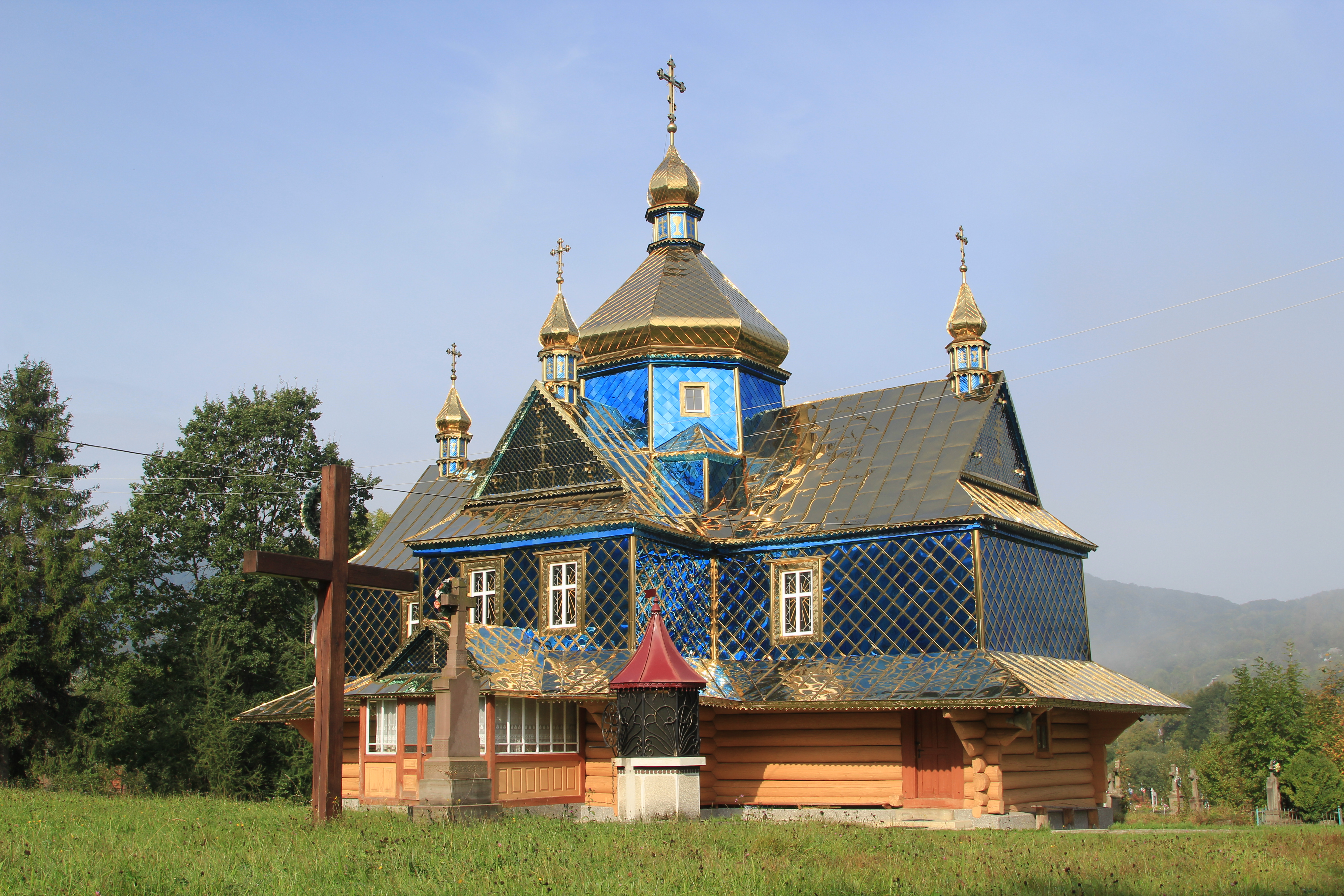
церковь св. Стефана

Село Город основано в 1408 году, хотя поселение на этом месте существовало ещё в X—XIII веке. В Городе обнаружены следы оборонительных сооружений, которые свидетельствуют о том, что здесь ещё до Киевской Руси существовало оборонное городище. К памятникам архитектуры можно отнести церковь св. Стефана, которая была сооружена в 1866 году.